# Шило, Андрей Ефимович
Андрей Ефимович Шило (6 июня 1924 — 1 июня 2001) — советский военнослужащий, участник Великой Отечественной войны, полный кавалер ордена Славы, наводчик орудия 435-го истребительно-противотанкового артиллерийского полка (8-я отдельная истребительно-противотанковая артиллерийская бригада, 3-я ударная армия, 1-й Белорусский фронт) старший сержант — на момент представления к награждению орденом Славы 1-й степени.

## Биография
Родился 6 июня 1924 года в станице Вознесеновка ныне Апанасенковского района Ставропольского края.
В апреле 1943 году был призван в Красную Армию.
3 марта 1945 года награждён орденом Славы 3-й степени. 8 июня 1945 года старший сержант Шило Андрей Ефимович награждён орденом Славы 2-й степени.
Указом Президиума Верховного Совета СССР от 15 мая 1946 года за образцовое выполнение заданий командования на завершающем этапе Великой Отечественной войны старший сержант Шило Андрей Ефимович награждён орденом Славы 1-й степени. Стал полным кавалером ордена Славы.
В 1947 году был демобилизован. Вернулся на родину. Умер 1 июня 2001 года, похоронен на Скорбященском кладбище г. Рязани.